# Длъбочица (община Крива паланка)
 Тази статия е за селото в Кривопаланско.  За селото в Кумановско вижте Длъбочица (община Старо Нагоричане).  
Длъбочица или Дълбочица (на македонска литературна норма: Длабочица) е село в Северна Македония, в община Крива паланка.

## География
Селото е разположено в областта Славище на Бащевската река, на 7 километра западно от общинския център Крива паланка.

## История
В края на XIX век Длъбочица е българско село в Кривопаланска каза на Османската империя. Според статистиката на Васил Кънчов („Македония. Етнография и статистика“) от 1900 година Длъбочица е населявано от 500 жители българи християни.
Цялото население на селото е под върховенството на Българската екзархия. По данни на секретаря на екзархията Димитър Мишев („La Macédoine et sa Population Chrétienne“) в 1905 година в Длъбочица има 576 българи екзархисти.
През ноември 1906 година селото (общо 69 къщи) е принудено от сръбската пропаганда да се откаже от Екзархията и е обявено за сръбско. След Младотурската революция от 1908 година, поради убийствата и заплахите на сръбския войвода Спас Гарда, жителите на Длъбочица не се решават да преминат открито под върховенството на Българската Екзархия, но приемат български свещеници.
При избухването на Балканската война в 1912 година 4 души от селото са доброволци в Македоно-одринското опълчение.
По време на Първата световна война Дълбочица има 544 жители.
В 1928 година е построена църквата „Свети Никола“.
В 1961 година в селото има 510 жители, а според преброяването от 2002 – 144, всички северномакедонци.

## Личности
Родени в Длъбочица
- Станойко Атанасов, македоно-одрински опълченец, 35-годишен, зидар, 4 рота на 10 прилепска дружина, 3 рота на 11 сярска дружина[6]
- Андон Симеонов, македоно-одрински опълченец, 24-годишен, зидар, 3 рота на 11 сярска дружина[7]
- Мите Спасов, македоно-одрински опълченец, 26-годишен, работник, 2 рота на 2 скопска дружина[8]
- Теодоси Стоянов, македоно-одрински опълченец, 3 рота на 7 кумановска дружина[9]

Починали в Длъбочица
- Александър Иванов Пипонков, български военен деец, поручик, загинал през Втората световна война[10]